# Royal Arctic Line
La Royal Arctic Line est une compagnie maritime groenlandaise créée en 1992. Elle est spécialisée dans le transport de passagers et de véhicules entre le Groenland et le Danemark, ainsi qu'entre les différentes communautés côtières du Groenland.